# Фултонвілл (Нью-Йорк)
Фултонвілл (англ. Fultonville) — селище (англ. village) в США, в окрузі Монтгомері штату Нью-Йорк. Населення — 742 особи (2020).

## Географія
Фултонвілл розташований за координатами 42°56′47″ пн. ш. 74°22′11″ зх. д. / 42.94639° пн. ш. 74.36972° зх. д. (42.946330, -74.369740).  За даними Бюро перепису населення США в 2010 році селище мало площу 1,35 км², з яких 1,24 км² — суходіл та 0,11 км² — водойми.

## Демографія
Згідно з переписом 2010 року, у селищі мешкали 784 особи в 290 домогосподарствах у складі 205 родин. Густота населення становила 582 особи/км².  Було 338 помешкань (251/км²).
Расовий склад населення:
| - 96,9 % — білих - 2,0 % — азіатів - 0,5 % — чорних або афроамериканців |

До двох чи більше рас належало 0,4 %. Частка іспаномовних становила 1,7 % від усіх жителів.
За віковим діапазоном населення розподілялося таким чином: 28,3 % — особи молодші 18 років, 60,7 % — особи у віці 18—64 років, 11,0 % — особи у віці 65 років та старші. Медіана віку мешканця становила 34,9 року. На 100 осіб жіночої статі у селищі припадало 92,6 чоловіків;  на 100 жінок у віці від 18 років та старших — 85,5 чоловіків також старших 18 років.
Середній дохід на одне домашнє господарство  становив 51 657 доларів США (медіана — 39 758), а середній дохід на одну сім'ю — 58 294 долари (медіана — 45 500). Медіана доходів становила 37 500 доларів для чоловіків та 27 054 долари для жінок. За межею бідності перебувало 13,3 % осіб, у тому числі 17,0 % дітей у віці до 18 років та 20,4 % осіб у віці 65 років та старших.
Цивільне працевлаштоване населення становило 341 особа. Основні галузі зайнятості: освіта, охорона здоров'я та соціальна допомога — 29,3 %, роздрібна торгівля — 15,0 %, виробництво — 12,3 %.